# Castilly
Castilly ist eine Ortschaft auf 464 Metern über Meereshöhe im französischen Département Calvados in der Normandie. Die vormals eigenständige 12,20 km² große Gemeinde und heutige Commune déléguée befindet sich im Bereich des Kantons Trévières im Arrondissement Bayeux und war Mitglied des Gemeindeverbandes Communauté de communes Isigny Grandcamp Intercom. Sie grenzte im Nordwesten an Les Oubeaux, im Norden an Vouilly, im Nordosten an Colombières und Bricqueville, im Osten an La Folie, im Süden an Saint-Marcouf und Cartigny-l’Épinay, im Südwesten an Lison und im Westen an Neuilly-la-Forêt.
Bis zum 15. Februar 1965 hieß die Gemeinde „Castilly-la-Forêt“. Sie ging mit Wirkung vom 1. Januar 2017 in der Commune nouvelle Isigny-sur-Mer auf.

## Bevölkerungsentwicklung
| Jahr      | 1962 | 1968 | 1975 | 1982 | 1990 | 1999 | 2008 | 2016 |
| --------- | ---- | ---- | ---- | ---- | ---- | ---- | ---- | ---- |
| Einwohner | 479  | 468  | 416  | 343  | 263  | 249  | 274  | 301  |

## Sehenswürdigkeiten
- Schloss von Castilly.
- Kirche Nativité de Notre-Dame

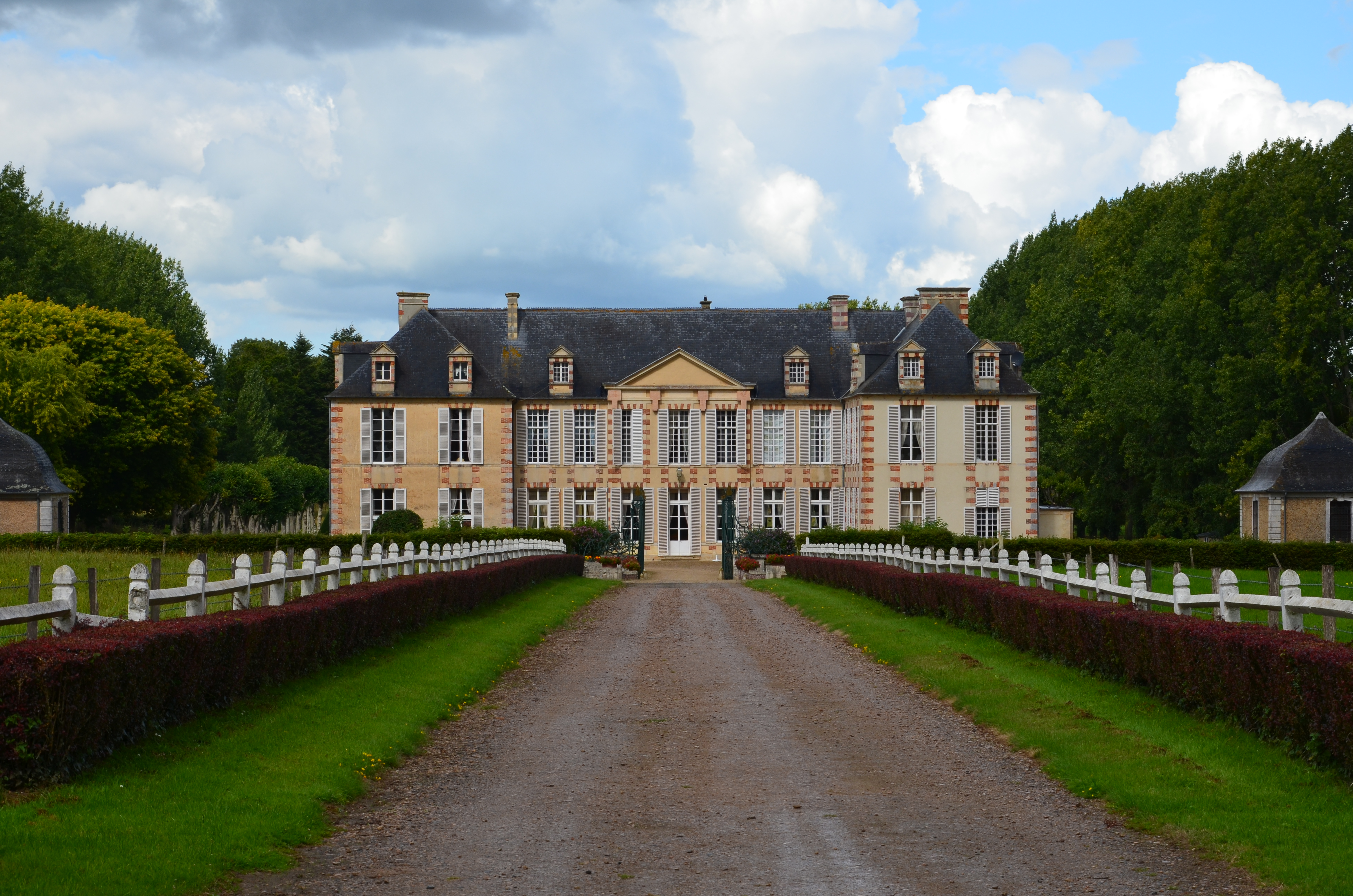
Das Schloss von Castilly
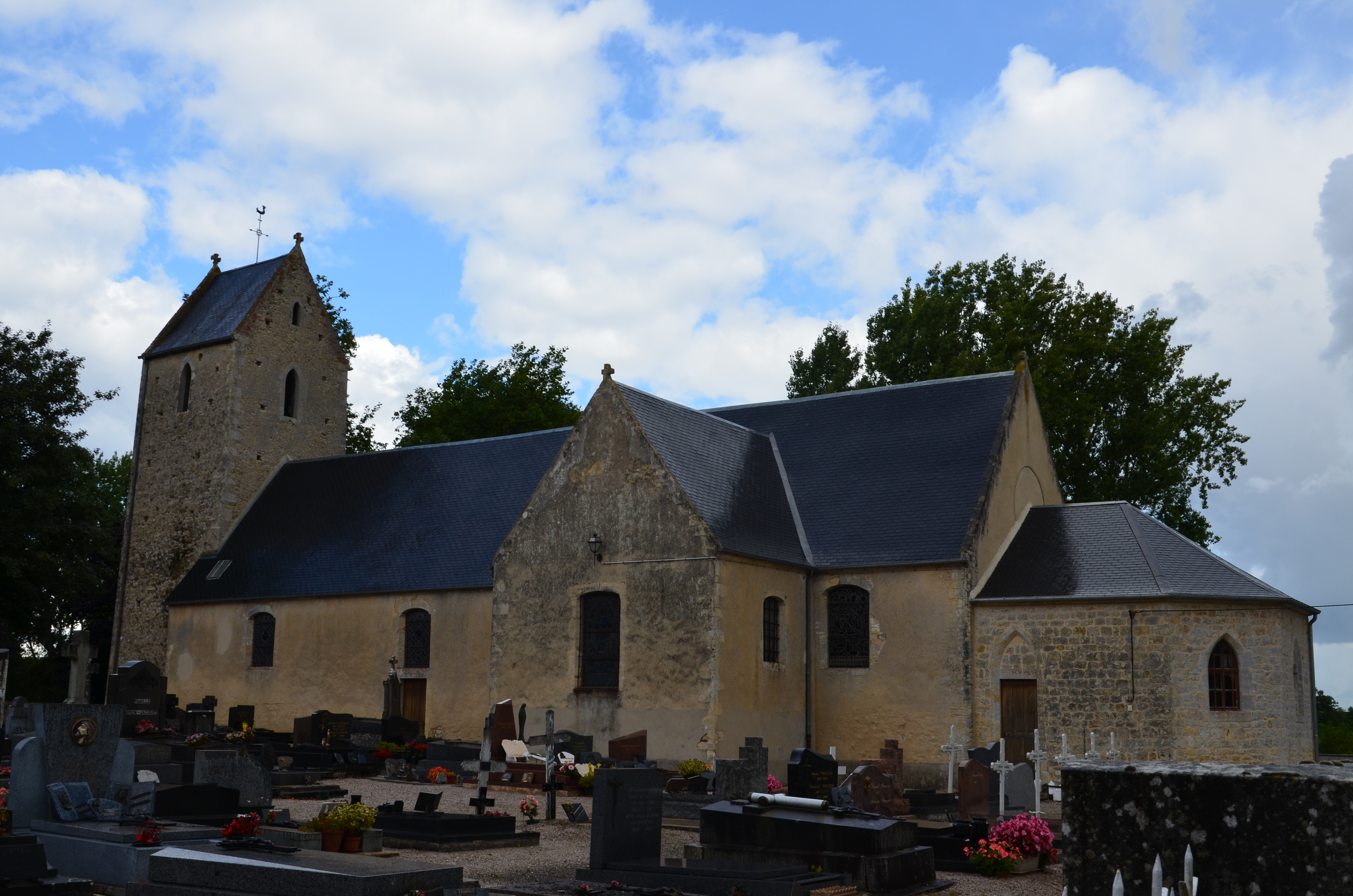
Kirche